# Blekbläddra
Blekbläddra (Utricularia ochroleuca) är en tätörtsväxtart som beskrevs av R. Hartmann. Enligt Catalogue of Life ingår Blekbläddra i släktet bläddror och familjen tätörtsväxter, men enligt Dyntaxa är tillhörigheten istället släktet bläddror och familjen tätörtsväxter. Arten är reproducerande i Sverige. Inga underarter finns listade i Catalogue of Life.